# Nauscopie
La nauscopie est la prétendue capacité à prédire l'arrivée des navires deux à quatre jours avant qu'ils ne soient visibles. 
Le terme a été forgé par Étienne Bottineau (1738-1813) qui a développé cette capacité qu'il prétendait avoir découverte seul, par l'observation attentive de l'horizon et non par un don surnaturel. Ses prédictions furent confirmées par plusieurs tests réalisés par les autorités locales de l'Île de France, nom à l'époque de l'Île Maurice. Bottineau chercha à convaincre les autorités françaises lors d'un voyage à Paris qui fut un échec. Il semble avoir des élèves ou émules, dont un certain Feillafé que rencontra Jules Dumont d'Urville. La nauscopie sombra dans l'oubli en France dès le XIXe siècle mais souleva plus d'intérêt en Grande-Bretagne jusqu'au milieu du XXe siècle. Malgré les réussites supposées des prédictions, aucune explication scientifique n'a pu confirmer la réalité des observations.

## Étienne Bottineau

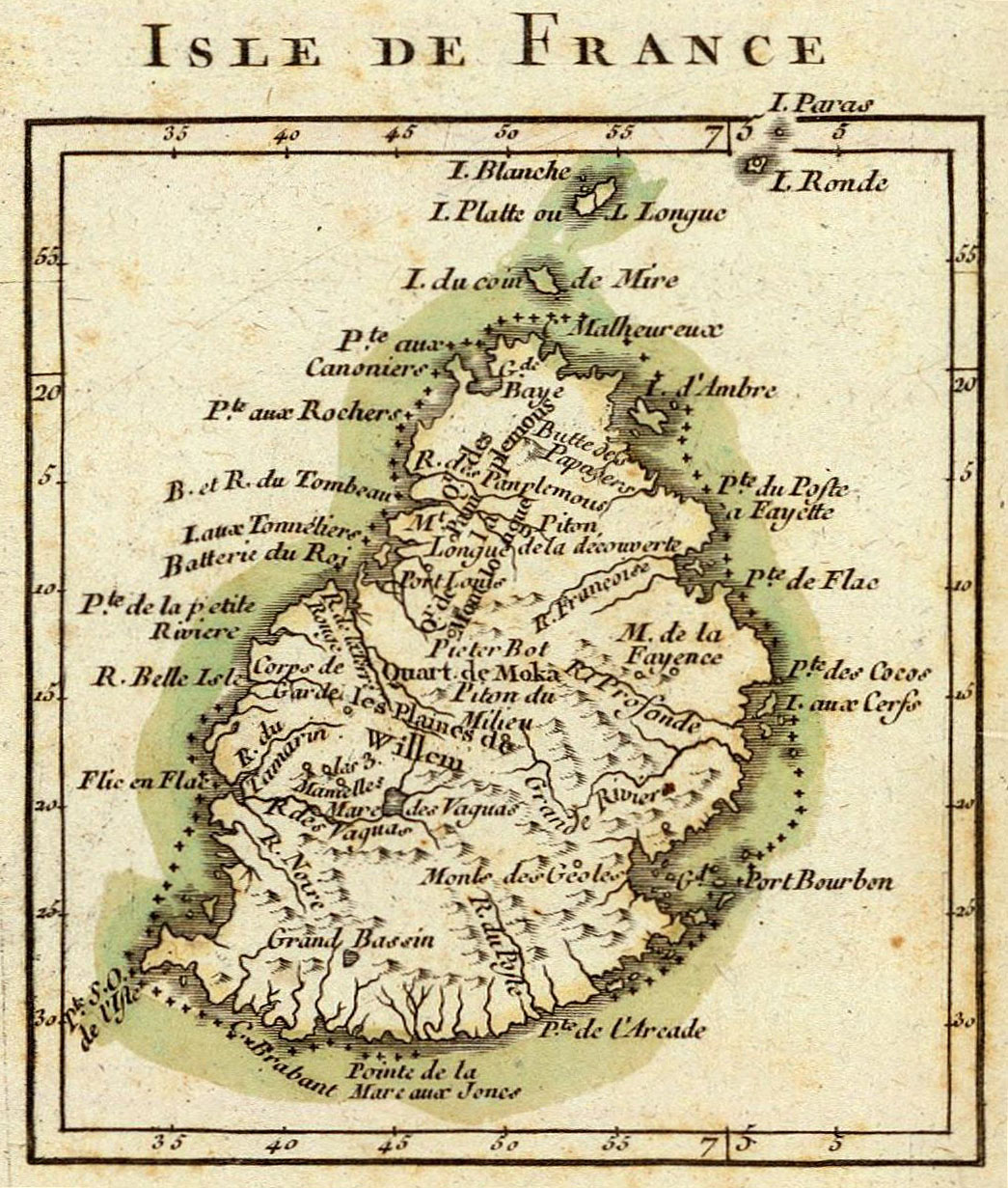
Carte de l'Isle de France en 1791.

Etienne Bottineau s'engage à 15 ans comme pilote au service d'armateurs privés, puis sur les bateaux de la marine royale et enfin dans ceux de la Compagnie française des Indes orientales. Il dit commencer dès cette époque à observer les phénomènes atmosphériques. En 1764, la Compagnie des Indes orientales lui propose un poste à quai à Port Louis dans l'Île de France.
C'est alors qu'il commence à développer ses observations personnelles sur les phénomènes atmosphériques. Il pense distinguer des signes visibles lui faisant prédire plusieurs jours à l'avance l'arrivée des navires. À partir de 1770, il se sent suffisamment en confiance pour engager quelques paris sur les arrivées de navires, paris qu'il gagne souvent mais perd aussi. Il perfectionne sa technique pendant plusieurs années, avant d’écrire au secrétaire d'état de la marine, maréchal de Castries pour proposer ses services à la marine française. En ces temps où ni la radio, ni les radars ne permettent aucune information fiable sur l'avancée des navires, une telle prétention apparaît non seulement extraordinaire mais serait militairement très utile. Le résultat est impressionnant et le nombre d'erreurs n'est que de deux sur la période. Surtout, il donne des renseignements précis et ensuite corroborés sur la composition et la direction d'une flotte de guerre britannique dont l'assaut est redouté depuis plusieurs mois.
Une somme de 10 000 livres et une pension de 120 livres lui sont proposées pour qu'il révèle son secret aux autorités locales, mais il espère mieux et part à Paris en 1784 pour plaider sa cause auprès du gouvernement royal, accompagné de nombreux certificats, attestant de la justesse de ses prédictions sur des centaines d'observations. 
Le voyage est un échec et Bottineau ne peut rencontrer le maréchal de Castries. Il écrit alors un mémoire pour défendre sa « découverte » mais s'attire surtout des railleries. La période révolutionnaire ne sera pas plus favorable à Bottineau, malgré un soutien assez inattendu en la personne de Marat. Il rentre alors à l’Isle de France en 1793 où les Portlouisiens l'encouragent alors à reprendre ses “ annonces nauscopiques ”. Il meurt sans doute en 1813.

## Autres nauscopes
Bottineau semble avoir eu un élève ou émule en la personne d'un certain Faillafé, toujours dans l'Île de France, qui annonça en 1810 l'arrivée d'une flotte ennemie anglaise partant de Rodrigues pour l'Île de France. Inquiet de ces prévisions alarmistes, le gouverneur Decaean fit emprisonner Faillafé, mais dut le libérer quelque temps après, quand sa prédiction se révéla tout à fait fondée. Lors de son séjour à l'Île-de-France en octobre 1828, Jules Dumont d'Urville rencontre Faillafé, qui lui paraît être un homme de bonne foi dans sa prétendue science
, que, « d'ailleurs, il n'est pas seul à posséder dans le pays, car il existe aussi à l'Île-de-France une dame Dufailly, élève de Boutinot [sic], le grand nauscope avant Faillafé - lequel avait été lui-même devancé par une demoiselle Ribourdin, bien plus savante puisqu'elle voyait par « un organe tout différent de la vue ». On peut noter dans la dernière remarque légèrement ironique l'éventualité d'une « voyance » plus surnaturelle que réellement physique.
En 1818, un capitaine de la Royal Navy, Francis Maude, rencontra un vieux Mauricien qui lui dit qu'il avait été instruit dans cet art par Bottineau lui-même, et qui avait - dit Maude - « un succès constant ». 
En 1866, un certain Thomas Trood prétendit avoir redécouvert le secret de Bottineau et l'avoir utilisé alors qu'il était en poste aux Samoa.

## Procédés

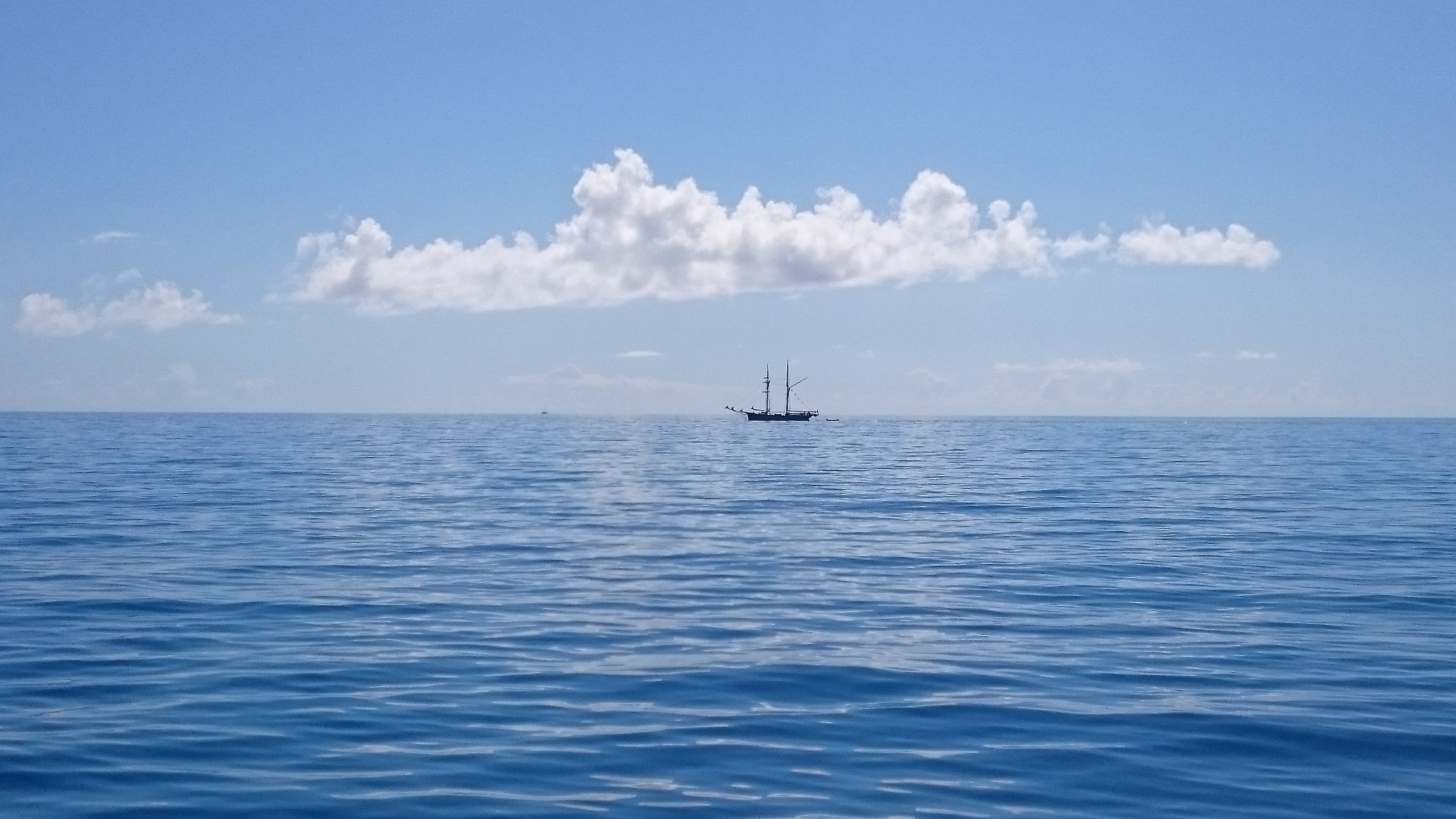
Voilier à l'horizon.

Dans son mémoire, Bottineau décrit le phénomène comme un « méteore » précédant le navire de plusieurs jours, d'autant mieux visible que l'air est clair et le vent en poupe. Bottineau prétend alors voir sans difficulté sur l'horizon une certaine « vapeur » caractéristique qui gagne en netteté avec la progression du navire et qu'il appelle son « satellite ». Il insiste sur le caractère physique et non surnaturel du signe visible, et de la capacité de le percevoir à l’œil nu (mais exercé) et sans instrument. Il dit avoir réalisé les observations aussi bien sur la terre ferme que sur un navire en marche. A force d'observation, Bottineau affirmait avoir réussi à estimer la distance ainsi que le nombre de navires en approche.
S'il ne donnait aucune explication physique du phénomène, Bottineau insistait sur sa répétabilité. Il cherchait surtout à prouver sa véracité en s'appuyant sur l'exactitude de ses prédictions. Il se disait capable de déterminer les positions des navires à une distance d'environ 200 milles marins (soit 350 km environ) voire plus loin encore. Malgré quelques tentatives d'explications laborieuses voire farfelues,, aucune explication du phénomène n'a jamais pu être donnée (si l'on admet la véracité des prédictions) et apparaît en contradiction avec les connaissances scientifiques actuelles.
Dumont d'Urville rapporta les confidences de Faillafé sur les signes de la nauscopie, qui se révèlent assez proches des descriptions de Bottineau : « L'image des navires se reflète dans le firmament sous la forme d'un nuage brun, mince, délié aux extrémités et dirigé parallèlement à l'horizon. Il occupe un, deux, trois degrés, et souvent plus, d'étendue, suivant que le navire est plus ou moins proche, et quelques accidents de configuration servent à reconnaître la nature, la voilure et la route du navire [...] Une fois qu'il [le navire] est lui-même visible au-dessus de l'horizon, son image disparaît tout à fait. »

## Oubli en France, intérêt en Grande-Bretagne
Après son passage à Paris, le souvenir de Bottineau ne s'était pas totalement effacé pourtant car Alphonse-Louis Leroy, professeur à l'école de médecine de Paris, adresse en 1798 au Directoire un mémoire sur Bottineau, convaincu de la réalité du phénomène. Il paraît que le « Directoire accueillit favorablement ce plaidoyer en faveur de la nauscopie et, en germinal an VII, sur proposition de Leroi [sic], un quadruplicata du mémoire de Bottineau fut expédié en Égypte, afin que le général Bonaparte pût, à l'occasion, en faire son profit ». Le même Leroy fera l'éloge de Bottineau, précurseur incompris, dans une lettre aux rédacteurs de la Décade philosophique. La nauscopie et son inventeur sont pourtant bien vite oubliés en France.
Plusieurs publications en Grande-Bretagne vont en revanche lancer l'intérêt des Britanniques pour la nauscopie jusqu'au début du XXe siècle. Le premier article en anglais concernant Bottineau, publié en 1786 dans The Scots Magazine, donne une description détaillée des assertions de Bottineau et signale que sa découverte a été ridiculisée dans son pays.
David Brewster évoque Bottineau en 1832 sans le nommer dans sa célèbre Lettre à Sir Walter Scott sur la magie naturelle comme  « le sorcier gardien de phare de l'Isle de France qui voyait à l'horizon les navires se dirigeant vers l'île bien avant qu'ils n'apparaissent au loin ».
D'autres articles suivront, en 1826 puis en 1833 quand le Museum of foreign litterature and sciences publie la lettre de Marat à Daly qui a été retrouvée dans des circonstances curieuses. Le révolutionnaire français y avoue son scepticisme mais se demande si, à la vue des nombreux témoignages en sa faveur, la technique n'a pas été négligée par les scientifiques et les autorités françaises. Il espère « pour l'honneur de la science qu'un procès équitable lui sera offert dans votre pays ». La nauscopie intrigue suffisamment pour que d'autres articles soient publiés, notamment dans The Nautical Magazine en 1834.
En 1928, l'ancien officier britannique de la Royal Navy, Rupert Gould écrivait encore : « Il ne peut y avoir de doute sur le fait que Bottineau n’était pas un charlatan, qu’il avait fait une découverte qui reste digne d’intérêt même à l’ère de la télégraphie sans fil et qu’il a dû, à son époque, être un homme d’importance. »
Après les découvertes de la radiocommunication et du radar, la nauscopie ne présentera plus d'intérêt pratique mais le mystère persiste autour de ses étranges prédictions.
La nauscopie trouve un dernier et prestigieux défenseur britannique en la personne de Lord Mountbatten qui, en 1954, lui consacre une conférence radiodiffusée.